# Rhaphiptera avicenniae
Rhaphiptera avicenniae là một loài bọ cánh cứng trong họ Cerambycidae.